# Mendigita
La mendigita és un mineral de la classe dels silicats que pertany al grup de la wol·lastonita. Rep el nom de la localitat de Mendig, a Alemanya, la seva localitat tipus.

## Característiques
La mendigita és un silicat de fórmula química Mn₂Mn₂MnCa(Si₃O9)₂. Va ser aprovada com a espècie vàlida per l'Associació Mineralògica Internacional el 2014, sent publicada l'any 2015. Cristal·litza en el sistema triclínic. És isostructural amb la bustamita.
L'exemplar que va servir per a determinar l'espècie, el que es coneix com a material tipus, es troba conservat a les col·leccions del Museu Mineralògic Fersmann, de l'Acadèmia de Ciències de Rússia, a Moscou (Rússia), amb el número de registre: 4420/1.

## Formació i jaciments
Va ser descoberta a les pedreres In den Dellen, situades a la localitat de Mendig, al districte de Mayen-Koblenz (Renània-Palatinat, Alemanya) on, en cavitats, es troben conglomerats de cristalls prismàtics allargats. Aquestes pedreres alemanyes són l'únic indret de tot el planeta on ha estat descrita aquesta espècie mineral.